# Nanhermannia
Nanhermannia är ett släkte av kvalster som beskrevs av Berlese 1931. Nanhermannia ingår i familjen Nanhermanniidae.

## Dottertaxa tillNanhermannia, i alfabetisk ordning[1][2]
- Nanhermannia acutisetosa
- Nanhermannia angulata
- Nanhermannia bifurcata
- Nanhermannia comitalis
- Nanhermannia continua
- Nanhermannia domrowi
- Nanhermannia dorsalis
- Nanhermannia elegantissima
- Nanhermannia elegantula
- Nanhermannia fenneri
- Nanhermannia forsslundi
- Nanhermannia gladiata
- Nanhermannia gorodkovi
- Nanhermannia grandjeani
- Nanhermannia himalayensis
- Nanhermannia komareki
- Nanhermannia laevis
- Nanhermannia milloti
- Nanhermannia nana
- Nanhermannia nanus
- Nanhermannia nasata
- Nanhermannia parallela
- Nanhermannia pectinata
- Nanhermannia pluriseta
- Nanhermannia quadridentata
- Nanhermannia sabahensis
- Nanhermannia sellnicki
- Nanhermannia tenuicoma
- Nanhermannia tenuisetosa
- Nanhermannia thaiensis
- Nanhermannia tokara
- Nanhermannia transversaria
- Nanhermannia triangula
- Nanhermannia verna